# IHF Cup 1981-1982 (pallamano maschile)
La IHF Cup 1981-1982 è stata la 1ª edizione del terzo torneo europeo di pallamano maschile per ordine di importanza dopo la Coppa dei Campioni e la Coppa delle Coppe. È stata organizzata dall'International Handball Federation, la federazione internazionale di pallamano. La competizione è iniziata nell'ottobre 1981 e si è conclusa il 2 maggio 1982.
Il torneo è stato vinto dalla compagine tedesca del VfL Gummersbach per la 1ª volta nella sua storia.

## Risultati

### Primo turno
| Squadra 1       | Squadra 2  | Andata   | Ritorno    | Totale  |
| --------------- | ---------- | -------- | ---------- | ------- |
| HV Mechelen     | HC Berchem | Mechelen | Berchem    | 40 - 36 |
| HV Mechelen     | HC Berchem | 21 - 14  | 19 - 22    | 40 - 36 |
| Teknik Istanbul | SSV Brixen | Istanbul | Bressanone | 27 - 39 |
| Teknik Istanbul | SSV Brixen | 16 - 16  | 11 - 23    | 27 - 39 |

### Ottavi di finale
| Squadra 1            | Squadra 2             | Andata     | Ritorno       | Totale        |
| -------------------- | --------------------- | ---------- | ------------- | ------------- |
| IFK Karlskrona       | VfL Gummersbach       | Karlskrona | Gummersbach   | 45 - 54       |
| IFK Karlskrona       | VfL Gummersbach       | 26 - 27    | 19 - 27       | 45 - 54       |
| SC DHfK Lipsia       | Tatabánya Carbonex KC | Lipsia     | Tatabánya     | 50 - 50 (gfc) |
| SC DHfK Lipsia       | Tatabánya Carbonex KC | 27 - 20    | 23 - 30       | 50 - 50 (gfc) |
| SMUC Marsiglia       | Pfadi Winterthur      | Marsiglia  | Winterthur    | 34 - 35       |
| SMUC Marsiglia       | Pfadi Winterthur      | 15 - 19    | 19 - 16       | 34 - 35       |
| Kronohagens Helsinki | HV Mechelen           | Helsinki   | Mechelen      | 52 - 47       |
| Kronohagens Helsinki | HV Mechelen           | 26 - 26    | 26 - 21       | 52 - 47       |
| SSV Brixen           | FH Hafnafjordur       | Bressanone | Hafnarfjörður | 37 - 36       |
| SSV Brixen           | FH Hafnafjordur       | 25 - 25    | 12 - 11       | 37 - 36       |
| Slavia Praga         | UHK Krems             | Praga      | Krems         | 58 - 38       |
| Slavia Praga         | UHK Krems             | 28 - 12    | 30 - 26       | 58 - 38       |
| Fredensborg IL       | Holte IF              | Oslo       | Holte         | 56 - 49       |
| Fredensborg IL       | Holte IF              | 31 - 27    | 25 - 22       | 56 - 49       |
| Željezničar Sarajevo | Hermes Den Haag       | Sarajevo   | L'Aia         | 46 - 36       |
| Željezničar Sarajevo | Hermes Den Haag       | 22 - 19    | 24 - 17       | 46 - 36       |

### Quarti di finale
| Squadra 1            | Squadra 2        | Andata     | Ritorno     | Totale  |
| -------------------- | ---------------- | ---------- | ----------- | ------- |
| SC DHfK Lipsia       | VfL Gummersbach  | Lipsia     | Gummersbach | 30 - 31 |
| SC DHfK Lipsia       | VfL Gummersbach  | 16 - 14    | 14 - 17     | 30 - 31 |
| Kronohagens Helsinki | Pfadi Winterthur | Helsinki   | Winterthur  | 33 - 42 |
| Kronohagens Helsinki | Pfadi Winterthur | 18 - 22    | 15 - 20     | 33 - 42 |
| SSV Brixen           | Slavia Praga     | Bressanone | Praga       | 44 - 47 |
| SSV Brixen           | Slavia Praga     | 22 - 25    | 22 - 22     | 44 - 47 |
| Željezničar Sarajevo | Fredensborg IL   | Sarajevo   | Oslo        | 34 - 35 |
| Željezničar Sarajevo | Fredensborg IL   | 26 - 16    | 25 - 16     | 34 - 35 |

### Semifinali
| Squadra 1            | Squadra 2       | Andata     | Ritorno     | Totale  |
| -------------------- | --------------- | ---------- | ----------- | ------- |
| Pfadi Winterthur     | VfL Gummersbach | Winterthur | Gummersbach | 26 - 40 |
| Pfadi Winterthur     | VfL Gummersbach | 14 - 16    | 12 - 24     | 26 - 40 |
| Željezničar Sarajevo | Slavia Praga    | Sarajevo   | Praga       | 52 - 37 |
| Željezničar Sarajevo | Slavia Praga    | 28 - 19    | 24 - 18     | 52 - 37 |

### Finale
| Squadra 1       | Squadra 2            | Risultato               |
| --------------- | -------------------- | ----------------------- |
| VfL Gummersbach | Željezničar Sarajevo | Dortmund, 2 maggio 1981 |
| VfL Gummersbach | Željezničar Sarajevo | 23 - 14                 |

## Campioni
| Vincitore della IHF Cup 1981-1982 |
| --------------------------------- |
| VfL Gummersbach 1º titolo         |